# Amphithemis kerri
Amphithemis kerri е вид водно конче от семейство Libellulidae.

## Разпространение
Видът е разпространен в Лаос.